# Шерф, Цви
Цви (Цви́ка) Шерф (ивр. צביקה שרף‎; р. 18 декабря 1951, Тель-Авив) — израильский баскетбольный тренер. Многократный чемпион Израиля и обладатель Кубка Израиля. Обладатель Европейского Кубка 1993 года с «Арисом» (Салоники) и Кубка России 2011 года со «Спартаком» (Санкт-Петербург).

## Спортивная карьера

### Игровая карьера
Игровая карьера Цвики Шерфа была короткой. В 12 лет он начал выступать за молодёжный состав тель-авивского «Маккаби». В 16 лет он играл в основном составе дочерней команды клуба, «Маккаби» (Южный Тель-Авив), однако уже к тому моменту его привлекали к тренерской работе с детскими и молодёжными составами и вскоре направили на государственные курсы тренеров.

### Тренерская работа в клубах
В 20 лет Цвика Шерф стал тренером молодёжного состава «Маккаби» (Тель-Авив), а в 25 принял под своё руководство «Маккаби» (Южный Тель-Авив) и вывел команду в первую лигу чемпионата Израиля.
В сезоне 1980/81 годов Шерф был помощником главного тренера «Маккаби» (Тель-Авив). В этом сезоне «Маккаби» сделал золотой дубль в Израиле, выиграв чемпионат и Кубок, а также завоевал Кубок европейских чемпионов. Через два года он уже возглавил «Маккаби» и за четыре года привёл клуб к четырём чемпионским титулам и трём победам в Кубке Израиля. Один раз (в 1987 году) он также дошёл с командой до финала Кубка европейских чемпионов, где проиграл итальянскому «Милану».
Шерф ещё дважды за следующие пять лет возвращался в тель-авивский клуб, а также по году тренировал команды из Нетании и Ришон-ле-Циона. В 1989 году он снова выиграл с «Маккаби» чемпионат и Кубок Израиля и довёл команду до финала Кубка чемпионов. В 1991 году ему удалось выйти с командой в Финал четырёх Кубка чемпионов, где израильтяне заняли третье место. После ухода Шерфа «Маккаби» в 1993 году впервые за много лет уступил звание чемпиона страны.
В середине сезона 1992/93 годов Шерф был приглашён тренировать греческий клуб «Арис», только что расставшийся со своим многолетним лидером Никосом Галисом. Он привёл «Арис» к победе в Европейском кубке (прежде известном как Кубок обладателей кубков), но не смог выиграть ни чемпионат, ни Кубок Греции. После «Ариса» Шерф два года тренировал «Хапоэль» (Тель-Авив), в первый сезон приведя команду ко второму месту в чемпионате страны и в финал Кубка Израиля, а затем год провёл во французском «Лиможе».
После двух лет в родном клубе, «Маккаби» (Тель-Авив), где он довёл число своих побед в чемпионате Израиля до девяти, Шерф на короткий срок возглавлял целый ряд команд, в том числе «Динамо» (Москва), после чего на ряд лет сосредоточился на работе со сборной командой Израиля. В начале сезона 2007/8 годов Шерф вернулся в тель-авивский «Маккаби» в качестве менеджера, но когда по ходу сезона команда рассталась с главным тренером Одедом Каташем, Шерф принял его обязанности на себя. Сезон увенчался для «Маккаби» неожиданным выходом в финал Евролиги, но на внутренней арене команда осталась без наград, проиграв Кубок Израиля иерусалимскому, а финал чемпионата холонскому «Хапоэлю», после чего распрощалась и с Шерфом.
По ходу сезона 2009/10 годов, после окончания работы в сборной Израиля, Шерф был приглашён в санкт-петербургский «Спартак». Первоначально контракт был подписан до конца сезона, но уже перед плей-офф был продлён ещё на год с опцией подписания на третий сезон. В свой второй год в «Спартаке» Шерф привёл свой клуб к победе в Кубке России и обеспечил участие в Финале четырёх Кубка Вызова. Тем не менее, по окончании сезона, в котором «Спартак» занял пятое место в лиге в регулярном сезоне и уступил в четвертьфинале плей-офф «Химкам», клуб с тренером расстался.

### Тренерская работа в сборных командах Израиля
В 1980/82 годах Шерф возглавлял кадетскую сборную Израиля. В 1983/84 годах он был главным тренером юниорской (до 22 лет) сборной Израиля, а в 1993/94 годах — юношеской сборной Израиля.
Шерф трижды назначался главным тренером мужской сборной Израиля. В первый раз он занял этот пост в 1984 году и оставался на нём три года. За это время сборная Израиля под его руководством дважды выходила в финальную часть чемпионата Европы и во второй раз за всю свою историю — в финальную часть чемпионата мира, где заняла седьмое место. Выступление на чемпионате Европы 1987 года, где команда заняла 11-е место, было признано неудовлетворительным, и Шерф на четыре года расстался со сборной.
Возвращение Шерфа в национальную сборную состоялось в 1991 году после того, как команда дважды подряд не смогла пробиться в финальную стадию чемпионата Европы. Тандем Шерфа и Эфи Биренбойма трижды выводил сборную из отборочных групп в финальную часть первенства континента.
В 2005 году Шерф в третий раз возглавил сборную Израиля перед «турниром последней надежды», победитель которого получал путёвку на чемпионат Европы. Команда выиграла этот турнир и вышла в финальную часть первенства континента, где, в частности, победила сборную Испании, но в плей-офф уступила будущим чемпионам, грекам. В следующем розыгрыше чемпионата Европы команда Израиля неудачно сыграла в отборочной группе, но снова пробилась в финальную часть через турнир последней надежды, одержав затем победы над сербами (на первом этапе) и хорватами (на втором групповом этапе), однако в плей-офф не попав из-за поражения от португальцев. В 2009 году Шерф в третий раз подряд вывел сборную в финальную часть чемпионата Европы, но на этот раз побед на этом этапе не добился, и тренерский состав сборной был сменён.